# José Lourenço da Costa Aguiar
Dom José Lourenço da Costa Aguiar (Sobral, 9 de agosto de 1847 — Lisboa, 5 de junho de 1905) foi sacerdote católico brasileiro, o primeiro bispo da Diocese do Amazonas, de 1893 a 1905.

## Biografia
Dom José nasceu na então Vila Distinta e Real de Sobral, na província do Ceará, filho do negociante Boaventura da Costa Aguiar e de Joana Virgínia de Paula, a qual viveu seus últmos anos na companhia do filho no Amazonas. Passou a infância e a adolescência em sua terra natal, onde fez os estudos primários e secundários com o professor Vicente Ferreira de Arruda e o padre Antônio da Silva Fialho.
Aos dezessete anos, matriculou-se no Seminário de Fortaleza, recebendo as ordens de presbítero em 30 de novembro de 1870. Cantou sua primeira missa, em 8 de dezembro do mesmo ano, em Sobral. De volta a Fortaleza, no ano seguinte, começou a lecionar no Ateneu Cearense. Por provisão do bispo D. Luís Antônio dos Santos, em 9 de novembro de 1872, foi nomeado cura da Sé de Fortaleza, em substituição ao padre Miguel Francisco da Frota (tio de D. Jerônimo Tomé da Silva), permanecendo neste cargo até 4 de março de 1876.
A convite de D. Antônio de Macedo Costa, transferiu-se para Belém do Pará, onde o referido bispo diocesano o fez cônego do cabido da Catedral. Em 25 de outubro daquele ano, ausentando-se D. Macedo, foi feito governador do bispado. Já no ano seguinte, passou a ser vigário-geral da diocese para a região do Amazonas com sede em Manaus. Vale notar que a antiga diocese de Santa Maria do Grão-Pará abrangia toda a Amazônia, desde o rio Gurupi até as fronteiras com o Peru, com a Colômbia e com a Venezuela. Para tornar eficiente o governo da diocese, esta foi dividida em três vigararias-gerais: uma com sede em Belém, outra em Santarém e outra em Manaus, esta última confiada ao cônego José Lourenço.
Em Belém, foi provedor da Santa Casa de Misericórdia, do Asilo de Alienados e do Lazareto de Tucunduba. Como jornalista, foi redator e proprietário dos jornais Boa Nova, A Constituição e Diário do Grão-Pará. Em Fortaleza, fora redator da Tribuna Católica. Por vários biênios, foi deputado pelo primeiro distrito de Belém à Câmara dos Deputados.
Fazia parte do quadro deputados quando caiu o regime monárquico. Depois disso, partiu para Roma e ali se matriculou no Colégio dos Nobres para obtenção do doutorado em direito civil e canônico, com o que foi laureado pela Universidade de Santo Apolinário, recebendo também do papa Leão XIII o título de Camareiro Secreto de Sua Santidade.
De volta ao Brasil, em junho de 1893, foi eleito bispo do Amazonas. Sua sagração efetuou-se, em 11 de março do ano seguinte, na Igreja do Sagrado Coração de Jesus de Petrópolis, sendo sagrante o frei D. Girolamo Maria Gotti, o internúncio apostólico de então, assistido pelo bispo de Niterói, D. Francisco do Rego Maia, e o então bispo de Argos, D. Joaquim Arcoverde de Albuquerque Cavalcanti. José Lourenço tomou posse do bispado e inaugurou a diocese em 18 de junho de 1894.
Esteve presente no Concílio Plenário da América Latina, realizado em Roma, no período de 28 de maio a 9 de julho de 1899. A partir de 1901, passou a fazer parte do Instituto Histórico e Geográfico Brasileiro. Fazia parte também do Instituto Histórico e Geográfico de São Paulo.
Com o intuito de se aproximar mais de seus fiéis silvícolas, escreveu um compêndio das doutrinas cristãs em nheengatu.
Em 1905, partiu para a Europa para tratar sua diabetes. Encontrando-se em Lisboa, hospedado na casa da Condessa de Redinha, sofreu derrame cerebral e foi transportado para o Hospital de São José. Recebeu a extrema unção de D. José III, patriarca de Lisboa. Também assistiu aos seus últimos momentos o arcebispo de Mitilene. Seu corpo foi sepultado na Catedral de Manaus.